# طاجین

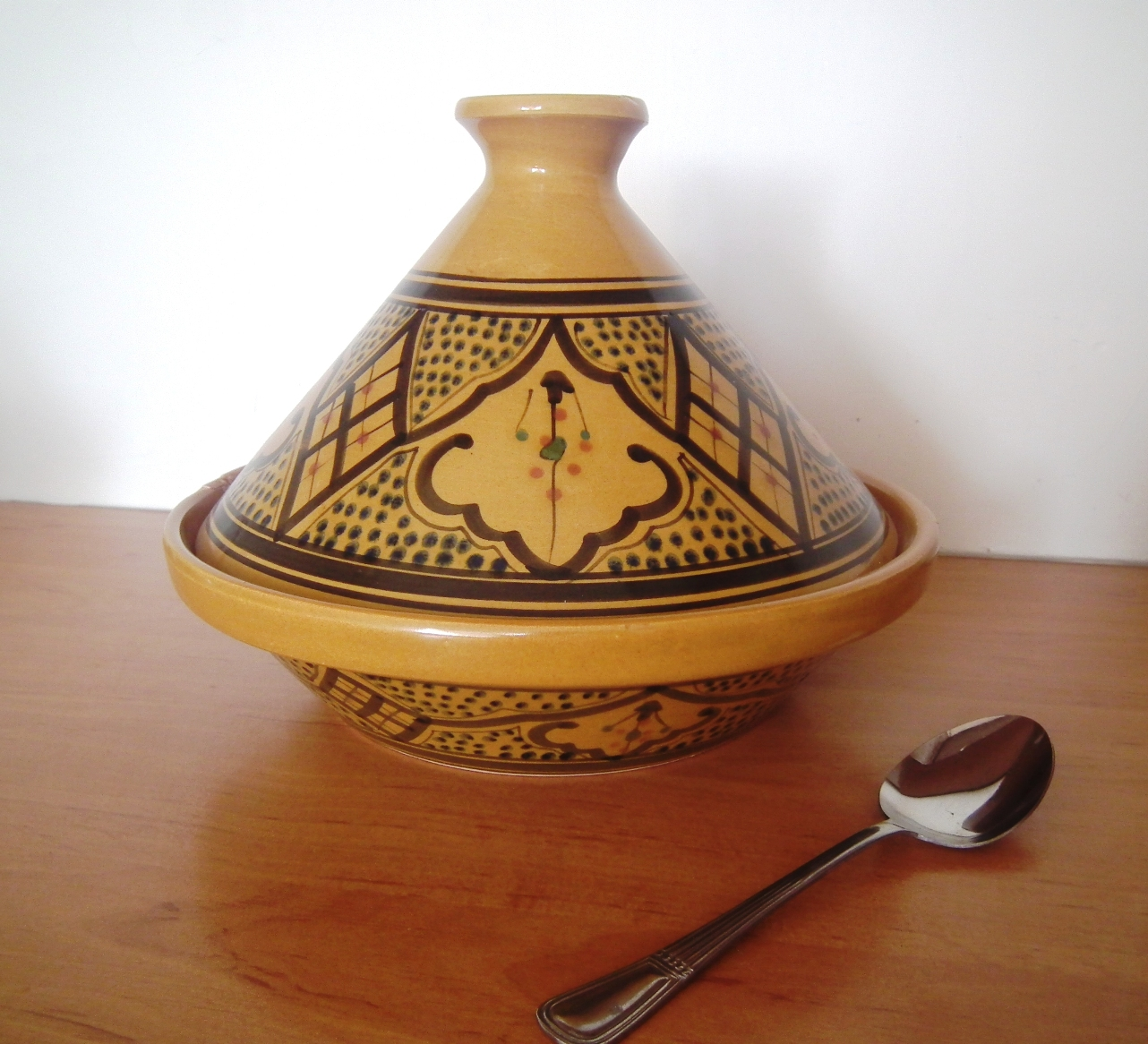

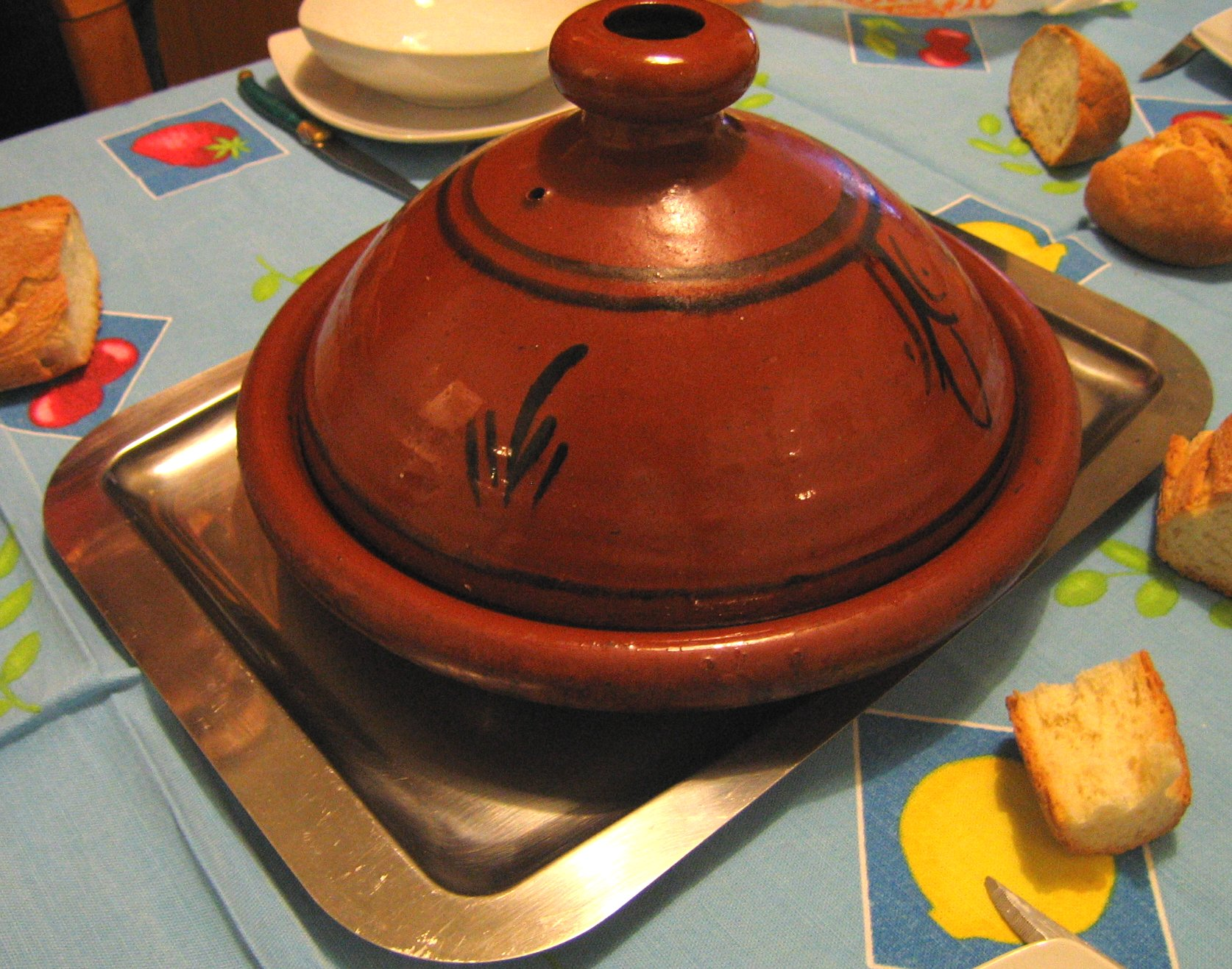
طاجین مغربی.

طاجین که از واژهٔ تابه در زبان فارسی مشتق شده نام ظرف و غذای مخصوص این ظرف است که درکشورهای شمال آفریقا به‌ویژه مراکش (مغرب) وهران (الجزایر) و تونس استفاده زیادی دارد.
ظرف معمولاً از سفال پخته شده و سرامیک مقاوم به حرارت تولید می‌گردد و از دو قسمت تشکیل شده‌است: قسمت کف یا بشقاب که لبه کوتاهی دارد و قسمت سرپوش که مخروطی و بلند است در بعضی از انواع آن در انتهای مخروط سوراخی تعبیه شده‌است. کل ظرف، لعاب سرامیک داده شده و بعضی از انواع آن دارای نقش و نگار است.
در انواع جدیدی که در اروپا از آن ساخته شده بشقاب آن را از جنس فلز تهیه کرده‌اند تا استفاده آن مستقیم روی شعله گاز یا اجاق برقی امکان‌پذیر گردد.

## انواع
برحسب شکل ظاهری و نیز نوع غذائی که در آن پخته می‌شود دو نوع متمایز دارد:
- طاجین وهرانی (جزایری) و مراکشی (مغربی)

معمول برای پختن غذای گوشتی از طاجین استفاده می‌شود. انتهای قسمت مخروطی باز است و برای کنترل وضع پخت یا اضافه کردن آب یا ادویه بکار می‌رود. طاجین را روی اجاق مخصوص خود که با زغال روشن شده در حرارت کم و طولانی می‌پزند.
طاجین مغربی شامل گوشت مرغ یا بره همراه با ادویه میوه خشک شده و خرما می‌باشد. به‌طور کلی از انواع گوشت در پخت طاجین استفاده می‌گردد. گاهی از گوشت بوقلمون نیز استفاده می‌شود.
- طاجین تونسی

طاجین تونسی با نوع مغربی آن کمی متفاوت است و از سبزیها و پیاز و سیب زمینی بیشتر استفاده می‌شود و بعد از پختن برگردانده می‌شود و دوطرف آن سرخ می‌گردد و در ظرف جداگانه سرو می‌شود.

## کوزه گری
سفال سنتی تاجین ، که گاه رنگ آمیزی یا لعاب دار است ، از دو قسمت تشکیل شده است: واحد پایه دایره ای که مسطح با ضلع های پایین و یک پوشش بزرگ مخروطی یا گنبدی شکل است که هنگام پخت و پز روی پایه قرار می گیرد. این پوشش به گونه ای طراحی شده است که تمام تراکم را به پایین برگرداند. با اضافه کردن آب سرد به درون سوراخ مخصوصی که در قسمت بالای درب قرار دارد ، می توان این روند را بهبود بخشید.

## نگارخانه

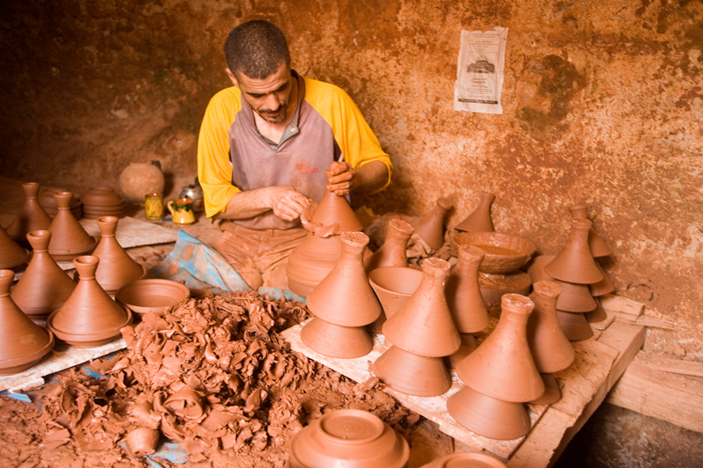
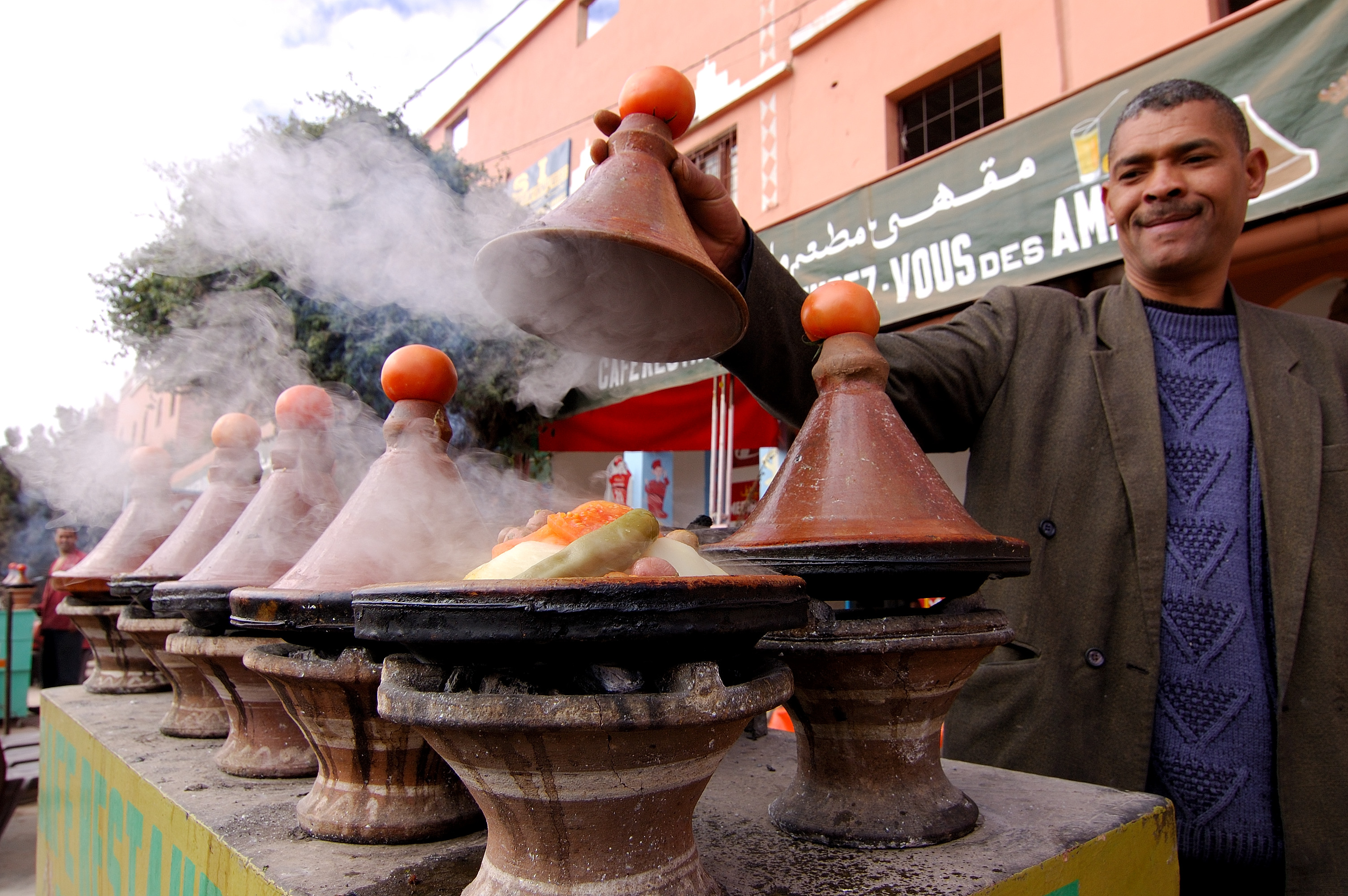
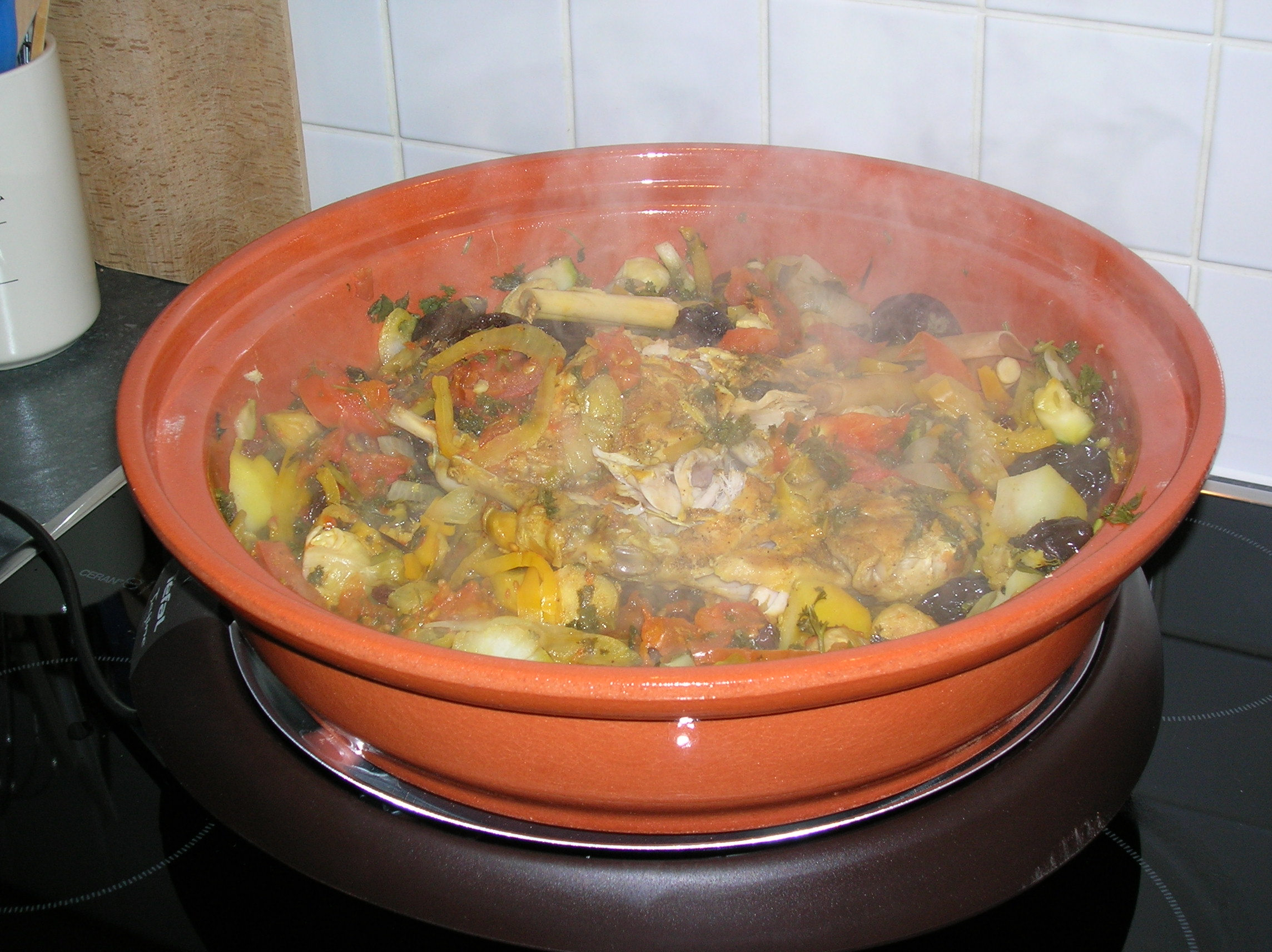
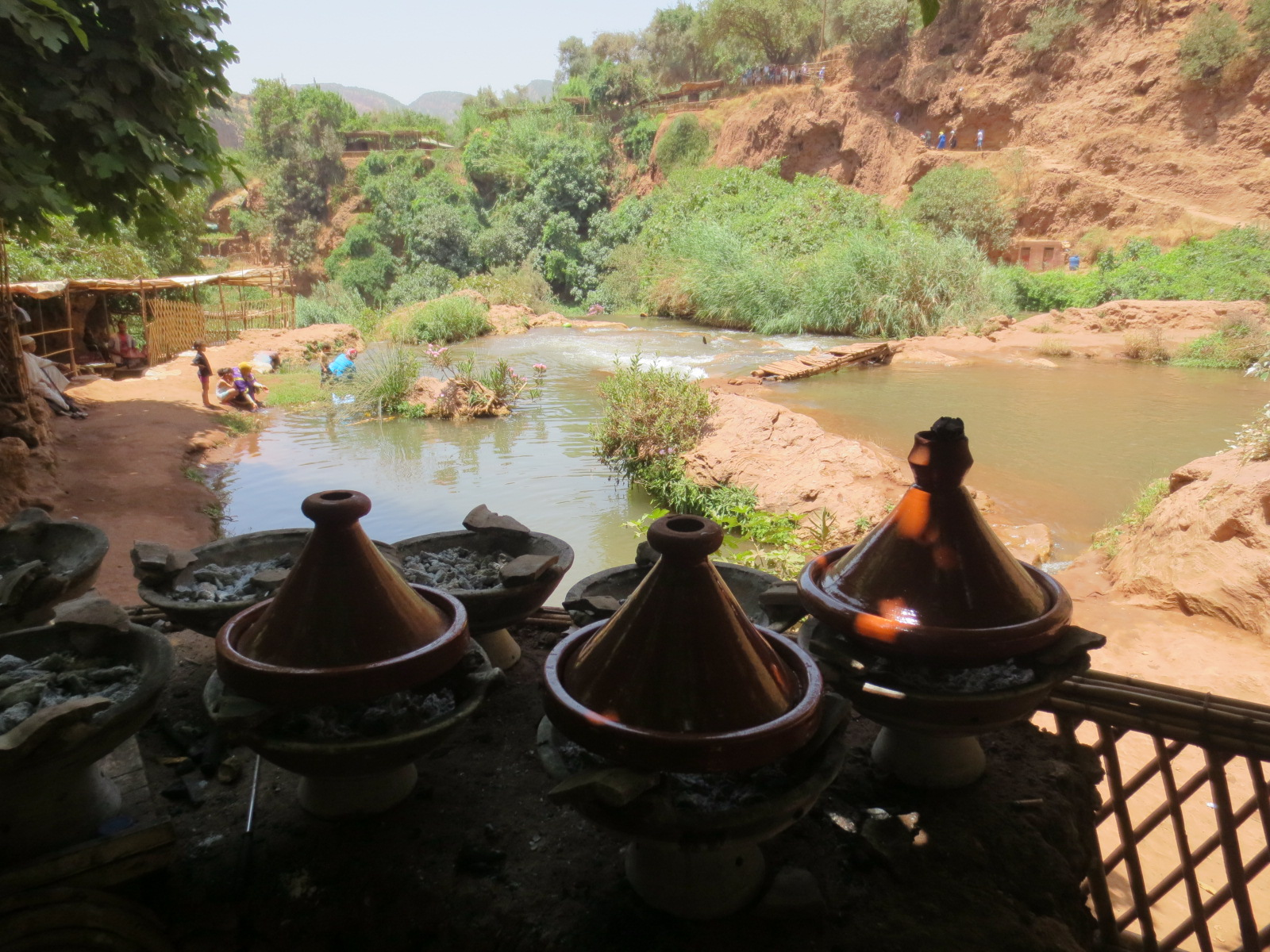